# Episodi di Hustle - I signori della truffa (quarta stagione)
La quarta stagione di Hustle - I signori della truffa è stata trasmessa in prima visione nel Regno Unito dal  3 maggio al 7 giugno 2007 da BBC One.
In Italia è stata trasmessa in prima visione dal 9 agosto al 23 agosto 2008 da LA7.
| nº | Titolo originale                                  | Titolo italiano                     | Prima TV UK    | Prima TV Italia |
| -- | ------------------------------------------------- | ----------------------------------- | -------------- | --------------- |
| 1  | As One Flow Out Of The Cuckoo's Nest, One Flew In | Una svolta per Danny                | 3 maggio 2007  | 9 agosto 2008   |
| 2  | Signing Up To Wealth                              | Il quinto uomo                      | 10 maggio 2007 | 9 agosto 2008   |
| 3  | Getting even                                      | Regola numero uno: non avere regole | 17 maggio 2007 | 16 agosto 2008  |
| 4  | A Designer's Paradise                             | Il vestito dell'imperatore          | 24 maggio 2007 | 16 agosto 2008  |
| 5  | Conning The Artists                               | Non c'è due senza tre               | 31 maggio 2007 | 23 agosto 2008  |
| 6  | Big Daddy Calling                                 | Viva Las Vegas                      | 7 giugno 2007  | 23 agosto 2008  |